# Bamileke jezici
Bamileke jezici (privatni kod: bamk), podskupina mbam-nkam jezika, šira skupina narrow grassfields, koji se govore na području afričke države Kamerun. Njima govori preko 1.1 milijun ljudi.
Predstavljaju je:  Fe’fe’ [fmp] (124.000 (1982 SIL); ghomálá’ [bbj] (260.000 (1982 SIL); kwa’ [bko] (1.000; 2000 SIL); mengaka [xmg] (20.000; 1993 SIL); nda’nda’ [nnz] (10.000; 1990 SIL); ngiemboon [nnh] (250.000; 2000); ngomba [jgo] (63.000; 1999 SIL); ngombale [nla] (45,000; 1993 SIL); ngwe [nwe] (73.200; 2001 SIL); i yemba [ybb] (300,000).

## Vanjske poveznice
- Ethnologue (14th)
- Ethnologue (15th)